# Coupe du monde de télémark
La coupe du monde de télémark est une compétition annuelle créée en 1995 et organisée par la fédération internationale de ski et de snowboard (FIS). Elle établit le classement général des skieurs à l'issue de chaque saison. Le vainqueur se voit remettre le globe de cristal.

## Système de points
Le vainqueur d'une épreuve de coupe du monde se voit attribuer 100 points pour le classement général. Les skieurs classés aux trente premières places remportent des points à l'exception du parallèle où le 31e et le 32e marquent également un point.
| Place  | 1er | 2e | 3e | 4e | 5e | 6e | 7e | 8e | 9e | 10e | 11e | 12e | 13e | 14e | 15e | 16e | 17e | 18e | 19e | 20e | 21e | 22e | 23e | 24e | 25e | 26e | 27e | 28e | 29e | 30e |
| ------ | --- | -- | -- | -- | -- | -- | -- | -- | -- | --- | --- | --- | --- | --- | --- | --- | --- | --- | --- | --- | --- | --- | --- | --- | --- | --- | --- | --- | --- | --- |
| Points | 100 | 80 | 60 | 50 | 45 | 40 | 36 | 32 | 29 | 26  | 24  | 22  | 20  | 18  | 16  | 15  | 14  | 13  | 12  | 11  | 10  | 9   | 8   | 7   | 6   | 5   | 4   | 3   | 2   | 1   |

## Palmarès

### Classement général

#### Hommes
| Édition | Or                 | Argent              | Bronze              |
| ------- | ------------------ | ------------------- | ------------------- |
| 1995    |                    |                     |                     |
| 1996    |                    |                     |                     |
| 1997    | Atle Enberget      | Morten Møller       | Marius Møbius       |
| 1998    | Marcel Waser       | Patrick Leopold     | Bjarne Rickardsson  |
| 1999    | Patrick Leopold    | Marcel Waser        | Sondre Engell       |
| 2000    | Sabin Reid         | Antti-Pekka Auvinen | Per Bylund          |
| 2001    | Sabin Reid         | Per Bylund          | Antti-Pekka Auvinen |
| 2002    | Eirik Rykhus       | David Primožič      | Patrick Leopold     |
| 2003    | Kjetil Søvik       | Eirik Rykhus        | Halvor Drøpping     |
| 2004    | Eirik Rykhus       | Børge Søvik         | Kjetil Søvik        |
| 2005    | Eirik Rykhus       | Kjetli Søvik        | Børge Søvik         |
| 2006    | Børge Søvik        | Eirik Rykhus        | Daniel Halnes       |
| 2007    | Eirik Rykhus       | Børge Søvik         | Daniel Halnes       |
| 2008    | Børge Søvik        | Daniel Halnes       | Mattias Wagenius    |
| 2009    | Eirik Rykhus       | Mattias Wagenius    | Børge Søvik         |
| 2010    | Mattias Wagenius   | Philippe Lau        | Chris Lau           |
| 2011    | Philippe Lau       | Eirik Rykhus        | Mattias Wagenius    |
| 2012    | Philippe Lau       | Tobias Müller       | Bastien Dayer       |
| 2013    | Mattias Wagenius   | Philippe Lau        | Tobias Müller       |
| 2014    | Tobias Müller      | Philippe Lau        | Bastien Dayer       |
| 2015    | Tobias Müller      | Philippe Lau        | Bastien Dayer       |
| 2016    | Philippe Lau       | Tobias Müller       | Nicolas Michel      |
| 2017    | Tobias Müller      | Trym Nygaard Løken  | Bastien Dayer       |
| 2018    | Nicolas Michel     | Trym Nygaard Løken  | Philippe Lau        |
| 2019    | Trym Nygaard Løken | Stefan Matter       | Bastien Dayer       |
| 2020    | Stefan Matter      | Bastien Dayer       | Jure Aleš           |
| 2021    | Bastien Dayer      | Nicolas Michel      | Trym Nygaard Løken  |
| 2022    | Bastien Dayer      | Élie Nabot          | Théo Sillon         |
| 2023    | Bastien Dayer      | Élie Nabot          | Trym Nygaard Løken  |
| 2024    | Élie Nabot         | Noé Claye           | Alexis Page         |

#### Femmes
| Édition | Or                    | Argent                   | Bronze                |
| ------- | --------------------- | ------------------------ | --------------------- |
| 1995    |                       |                          |                       |
| 1996    |                       |                          |                       |
| 1997    | Barbara Albrecht      | Trude Edvardsen          | Huguette Braisaz      |
| 1998    | Hege Johansson        | Marina Branger           | Andrea Walker         |
| 1999    | Hege Johansson        | Andrea Walker            | Mirjam Rubin          |
| 2000    | Pia Raita             | Cody Thompson            | Toril Sande           |
| 2001    | Pia Raita             | Line Aas Sandnes         | Mirjam Rubin          |
| 2002    | Märta Åberg           | Line Aas Sandnes         | Pia Raita             |
| 2003    | Amy N'Guyen           | Pia Raita                | Françoise Matter      |
| 2004    | Line Aas Sandnes      | Amy N'Guyen              | Sigrid Rykhus         |
| 2005    | Sigrid Rykhus         | Sandra Hälldahl          | Katinka Knudsen       |
| 2006    | Katinka Knudsen       | Astrid Sturm             | Ingrid Hellberg       |
| 2007    | Sigrid Rykhus         | Katinka Knudsen          | Astrid Sturm          |
| 2008    | Sigrid Rykhus         | Katinka Knudsen          | Amélie Reymond        |
| 2009    | Amélie Reymond        | Katinka Knudsen          | Sandrine Meyer        |
| 2010    | Amélie Reymond        | Sandrine Meyer           | Katinka Knudsen       |
| 2011    | Amélie Reymond        | Sandrine Meyer           | Katinka Knudsen       |
| 2012    | Amélie Reymond        | Sigrid Rykhus            | Anne Marit Enger      |
| 2013    | Sigrid Rykhus         | Amélie Reymond           | Lisa Englund          |
| 2014    | Amélie Reymond        | Mathilde Olsen Ilebrekke | Laura Grenier-Soliget |
| 2015    | Amélie Reymond        | Mathilde Olsen Ilebrekke | Johanna Holzmann      |
| 2016    | Amélie Reymond        | Mathilde Olsen Ilebrekke | Johanna Holzmann      |
| 2017    | Amélie Reymond        | Mathilde Olsen Ilebrekke | Beatrice Zimmermann   |
| 2018    | Johanna Holzmann      | Argeline Tan-Bouquet     | Beatrice Zimmermann   |
| 2019    | Amélie Wenger-Reymond | Johanna Holzmann         | Jasmin Taylor         |
| 2020    | Amélie Wenger-Reymond | Johanna Holzmann         | Argeline Tan-Bouquet  |
| 2021    | Amélie Wenger-Reymond | Martina Wyss             | Beatrice Zimmermann   |
| 2022    | Martina Wyss          | Jasmin Taylor            | Argeline Tan-Bouquet  |
| 2023    | Martina Wyss          | Amélie Wenger-Reymond    | Argeline Tan-Bouquet  |
| 2024    | Jasmin Taylor         | Gøril Strøm Eriksen      | Laly Chaucheprat      |